# S. J. Clarkson
S. J. Clarkson es una directora de televisión británica, conocida por dirigir series como Doctors, Casualty, EastEnders, Footballers' Wives, Life on Mars y Anatomía de un escándalo.

## Carrera
Los créditos de Clarkson incluyen las series Doctors, Casualty, EastEnders, Footballers' Wives, y Life on Mars así como las series estadounidenses Heroes, House, Dexter, y Ugly Betty. En 2008, fue cocreadora de la serie británica Mistresses. En 2010, también dirigió la película Toast.
En 2019, firmó para dirigir la precuela de Juego de Tronos para HBO.
En 2022 dirigió para Netflix Anatomía de un escándalo.

## Filmografía
| Año     | Tipo de producto | Nombre                   | Capítulo(s)                                                               | Rol                    | Notas                |
| ------- | ---------------- | ------------------------ | ------------------------------------------------------------------------- | ---------------------- | -------------------- |
| 2010    | Telefilm         | Toast                    |                                                                           | Directora              | Debut como directora |
| 1999    | Televisión       | Bad Girls                |                                                                           | Directora              |                      |
| 2001–04 | Televisión       | Doctors                  | 37 episodios                                                              | Directora              |                      |
| 2002    | Televisión       | A Week in the West End   |                                                                           | Directora y productora |                      |
| 2003–05 | Televisión       | Casualty                 | 4 episodios                                                               | Directora              |                      |
| 2004    | Televisión       | EastEnders               | 8 episodios                                                               | Directora              |                      |
| 2005    | Televisión       | Footballers' Wives       | 2 episodios                                                               | Directora              |                      |
| 2006    | Televisión       | Hustle                   | 2 episodios                                                               | Directora              |                      |
| 2006–07 | Televisión       | Life on Mars             | 6 episodios                                                               | Directora              |                      |
| 2008    | Televisión       | Mistresses               | 16 episodios                                                              | Directora              |                      |
| 2009    | Televisión       | Whitechapel              | 3 episodios                                                               | Directora              |                      |
| 2009–10 | Televisión       | Heroes                   | Episodios: "Hysterical Blindness" The Art of Deception"                   | Directora              |                      |
| 2009–11 | Televisión       | Dexter                   | Episodios: "Hello, Dexter Morgan" "Once Upon a Time" "The Angel of Death" | Directora              |                      |
| 2010    | Televisión       | Ugly Betty               | Episodio: "The Passion of the Betty"                                      | Directora              |                      |
| 2011    | Televisión       | House                    | Episodio: "Recession Proof"                                               | Directora              |                      |
| 2012    | Televisión       | Hunted                   | 2 episodios                                                               | Directora              |                      |
| 2012    | Televisión       | Banshee                  |                                                                           | Directora              |                      |
| 2013    | Televisión       | Smash                    | Episodio: "The Surprise Party"                                            | Directora              |                      |
| 2013    | Televisión       | Bates Motel              | Episodio: "The Man in Number 9"                                           | Directora              |                      |
| 2013    | Televisión       | The Bridge               | Episodio: "All About Eva"                                                 | Directora              |                      |
| 2014    | Televisión       | Turn: Washington's Spies | Episodio: "Of Cabbages and Kings"                                         | Directora              |                      |
| 2014    | Televisión       | Orange Is the New Black  | Episodio: "40 Oz. of Furlough"                                            | Directora              |                      |
| 2015    | Televisión       | Jessica Jones            | 2 episodios                                                               | Directora              |                      |
| 2016    | Televisión       | Vinyl                    | Episodio: "The Racket"                                                    | Directora              |                      |
| 2017    | Televisión       | The Defenders            | 2 episodios                                                               | Directora              |                      |
| 2018    | Televisión       | Collateral               | 4 episodios                                                               | Directora              |                      |
| 2018    | Televisión       | Succession               | Episodio: "Prague"                                                        | Directora              |                      |
| 2022    | Televisión       | Anatomy of a Scandal     |                                                                           | Directora              |                      |
| 2023    | Película         | Madame Web               |                                                                           | Directora              |                      |